# 오로라 공주 (영화)
《오로라 공주》는 2005년에 개봉한 대한민국의 영화이다.

## 캐스팅
- 엄정화 : 정순정 역
- 문성근 : 형사 오성호 역
- 권오중 : 정 형사 역
- 최종원 : 변상호 형사반장 역
- 현영 : 최신옥 역
- 김용건 : 나재근 웨딩홀 사장 역
- 김익태 : 택시기사 박달수 역
- 박효준 : 숮불갈비집 주인 장명길 역
- 장현성 : 변호사 김우택 역
- 박성빈 : 홍기범 역
- 이지수 : 순정딸 오민아 역
- 최예진 : 김도연 역
- 이대연 : 수사과장 역
- 박팔영 : 서장 역
- 정만식 : 최 형사 역
- 이정용 : 백 형사 역
- 박혁권 : 기동대장 역
- 이설희 : 백화점 주차안내원 역
- 고득용 : 백화점 입구안내원 역
- 김기세 : 포르쉐매장 딜러 1 역
- 오은택 : 포르쉐매장 딜러 2 역
- 윤회현 : 포르쉐매장 손님 1 역
- 박병은 : 포르쉐매장 손님 2 역
- 이정구 : 순경 父 역
- 문선희 : 순경 母 역
- 홍범기 : 순경 역
- 김연진 : 도연할머니 역
- 박봉욱 : 박 형사 역
- 조영도 : 조 형사 역
- 김중득 : 기자 1 역
- 장경남 : 기자 2 역
- 성장경 : 기자 (목소리) 역
- 김세나 : 기자 (목소리) 역
- 강수연 : 앵커 (목소리) 역
- 박광정 : 검시관 역
- 정은표 : 열쇠따 역
- 김연재
- 유혜정 : 배연희 역 (특별출연)
- 김선화 : 명길 모 역 (특별출연)
- 정성화 (특별출연)